# Али аль-Джурджани
Зайнудди́н Абу́ль-Ха́сан А́ли ибн Муха́ммад аль-Джурджа́ни (перс. علی بن محمد جرجانی‎; Горган 1340 — Шираз 1413) — персидский математик, астроном, богослов и грамматик, представитель позднего калама. Известен как ас-Саййид аш-Шари́ф (перс. السيد الشريف‎).

## Биография
Его полное имя: Зайнуддин Абуль-Хасан Али ибн Мухаммад ас-Саид аш-Шариф ал-Джурджани. Родился в 1339 году в городе Тагу, близ Астрабада. Путешествовал по городам Среднего Востока, где совершенствовал свои познания под руководством таких известных богословов как Кутб ад-Дин ар-Рази, аль-Фанари, Мубаракшах и другие. В возрасте 35 лет аль-Джурджани прибыл в Шираз, а в 1387 году после захвата города Тамерланом переехал в Самарканд. В Самарканде он прожил около 20 лет, находясь при дворе Тамерлана. Умер аль-Джурджани в 1413 году в Ширазе, в который он вернулся после смерти Тимура в 1405 году.
Аль-Джурджани известен как автор комментария к «Мавакиф» аль-Иджи, а также словаря философских терминов «ат-Тарифат» («Определения»). Написал комментарий к астрономическому трактату аль-Чагмини, к «Памятке по астрономии» и к «Изложению Евклида» Насир ад-Дина Туси, к трактату о делении наследства ас-Сиджаванди.